# Jack Scalia
Jack Tomaso Scalia (Brooklyn (New York), 10 november, 1950), geboren als Giacomo Tomaso Tedesco, is een Amerikaans acteur en filmproducent.

## Biografie
Scalia werd geboren in de borough Brooklyn van New York, bij ouders met een Italiaanse en Ierse achtergrond. Nadat zijn ouders scheidden, hertrouwde zijn moeder en kreeg hij als achternaam Scalia. Scalia wilde aanvankelijk een carrière in honkbal als pitcher, maar na een ernstige blessure moest hij deze droom opgeven en koos hij voor een carrière als acteur.
Scalia begon in 1981 met acteren in de film The Star Maker, waarna hij nog meerdere rollen speelde in films en televisieseries.
Scalia is twee keer getrouwd geweest, waaronder actrice en voormalig Miss Universe Karen Dianne Baldwin met wie hij twee dochters heeft. Naast Engels spreekt hij ook vloeiend Spaans en Italiaans.

## Filmografie

### Films
Selectie:
- 2006 End Game - als de president
- 2005 Red Eye - als Charles Keefe
- 1996 The Silencers - als Rafferty
- 1993 Casualties of Love: The Long Island Lolita Story - als Joseph 'Joey' Buttafuoco
- 1984 Fear City - als Nicky Parzeno
- 1984 The Natural - als pitcher

### Televisieseries
Uitgezonderd eenmalige gastrollen.
- 2017-2018 Saints & Sinners - als Nicholas McGrail - 4 afl.
- 2002-2003 All My Children - als Chris Stamp - 3 afl.
- 1995 Pointman - als Constantine 'Connie' Harper - 22 afl.
- 1992 Tequila and Bonetti - als rechercheur Nick Bonetti - 11 afl.
- 1987-1991 Dallas - als Nicholas Pearce - 23 afl.
- 1989-1990 Wolf - als Tony Wolf - 11 afl.
- 1987 Remington Steele - als Tony Roselli - 6 afl.
- 1985 Berrenger's - als Danny Krucek - 11 afl.
- 1985 Hollywood Beat - als rechercheur Nick McCarren - 14 afl.
- 1982 The Devlin Connection - als Nick Corsello - 13 afl.

### Filmproducent
- 2015 The Flag: Documentary - korte documentaire
- 2015 The Flag - korte film
- 2010 Black Widow - film
- 2006 The Genius Club - film
- 1999 Follow Your Heart - film
- 1996 Dark Breed - film
- 1996 The Silencers - film
- 1994 T-Force - film

- Library of Congress Control Number: no00087602
- Virtual International Authority File: 46149066342565600121
- WorldCat: E39PBJbCH4Dq8C4QrdJB3QXyBP